# Xenofon din Cos
Gaius Stertinius Xenophon (Xenofon din Cos) (n. c. 10 î.Hr. - d. 54 d.Hr.) a fost un medic care a fost în slujba împăratului roman Claudius. A fost suspectat pentru implicare în asasinare prin otrăvire a acestui împărat.
Nu trebuie confundat cu filozoful Xenofon (427 î.Hr. - 355 î.Hr.).

## Biografie
S-a născut în insula Kos, care pe atunci aparținea provinciilor romane. A lucrat acolo ca medic. O dată cu reputația, s-a bucurat și de prosperitate. Se mută la Roma, unde se afla deja fratele său Quintus Stertinius (și acesta tot medic) și obține cetățenia romană. Și aici obține venituri considerabile în urma practicării meseriei sale și în cele din urmă ajunge medicul personal al împăratului Tiberius Claudius Cezar.
Devenit tot mai prosper, împreună cu fratele său, au construit o sumedenie de monumente la Napoli, unde dețineau și câteva palate. Obține titlul de cavaler și îl însoțește pe împărat în expedițiile sale, îndeplinind funcția de tribun militar și apoi de prefect. Apreciat pentru cunoștințele și pregătirea sa, este numit ulterior secretar pentru afacerile grecești.

## Asasinarea lui Claudius
Claudius a fost asasinat la instigarea soției, Agrippina (12 sau 13 octombrie 54). Pe lista de complici figurează mai multe nume, printre aceștia aflându-se și Xenophon.